# كيسي الشكل
كيسي الشكل (بالإنجليزية: Saccate)، هو مصطلح يستخدم في علم النبات لوصف أجزاء النبات التي تكون على شكل كيس أو جراب. في بعض الأحيان، يطلق المصطلح أيضًا عندما تكون جميع أعضاء الأصناف لها شكل كيس، ويشار إلى هذا أيضًا في اسم الأصناف، مثل أسرة الطحالب "Phaeosaccionaceae".